# Karel Valter
Karel Valter (17. února 1909, České Budějovice – 17. listopadu 2006, Tábor) byl český malíř, grafik, pedagog, člen SČVU.

## Život
Karel Valter se narodil v rodině hostinského na lineckém předměstí Českých Budějovic. Měl hudební nadání a jako mladý hrával občas na varhany v kostele sv. Jana Nepomuckého. V letech 1924–1928 studoval kreslení a matematiku na místním Učitelském ústavu a v letech 1933-1935 ještě 4 semestry na Vysoké škole pedagogické v Praze. Pedagogickou dráhu začal v roce 1928 jako učitel matematiky, kreslení a pravopisu na škole v Českých Velenicích.
V Českých Velenicích se Valter setkal s Josefem Bartuškou, a ten jej v roce 1931 přivedl do avantgardní jihočeské umělecké skupiny Linie (skupina navazovala na český poetismus, i na některé podněty surrealismu). Tady Valter brzy upoutal svojí uměleckou nekonvenčností, stal se členem Linie, přispíval k činnosti skupiny jako malíř, grafik, kolážista a fotograf. V roce 1938 se musel Valter z Němci obsazeného pohraničí odstěhovat, přešel do školy v Mladé Vožici a odtud pak v roce 1940 do Tábora. V roce 1939 se skupina Linie rozpadla pro vzájemné názorové rozpory a v důsledku německé okupace, a Valter byl přijat do Sdružení jihočeských výtvarníků.
Po třech letech působení na místních školách byl (1943) jako člen odbojové skupiny Březen německými okupanty zatčen a uvězněn, nejprve ve věznicích gestapa v Táboře a Kladně, pak internován až do konce války v koncentračních táborech v Terezíně a Buchenwaldu. V Buchenwaldu se setkal i s vězněnými malíři Emilem Fillou a Josefem Čapkem. Sám pracoval na bloku, kde se chovala laboratorní zvířata, a mohl zde kreslit a malovat. Za okupace bylo sedm členů skupiny postupně zatčeno, a tři z nich zavražděni. Valter věznění přežil, a po návratu domů (v květnu 1945) dále vyučoval na různých táborských školách (1945–1959), a 12 let působil jako pedagog v táborské Lidové škole umění (1959–1971).
Po únoru 1948, i v pozdějších dobách, jeho názorové střety jak s politickými funkcionáři, tak s funkcionáři SČVU měly za následek nejen nepřijetí jeho prací na výstavy, ale způsobily mu i vážné zdravotní problémy (např. poté, co v letech 1966–1968 zastával funkci předsedy krajské organizace SČVU, byl v prvních letech „normalizace“ šikanován), které dokonce načas omezily jeho tvorbu. Roku 1984 obdržel titul zasloužilý umělec, roku 1998 byl jmenován čestným občanem Tábora a roku 1999 čestným členem Výtvarného odboru Umělecké besedy. Zemřel roku 2006 ve věku 97 let.

## Dílo
Během studia ho ovlivnil zejména jeho učitel, akad. malíř Emil Pitter, později také Bartuška a Nouza, kteří patřili k výtvarné avantgardě. Počátkem 30. let zkoumal nejrůznější formy a výrazové možnosti abstrakce od geometrických po biomorfní formy. V té době užíval převážně techniku akvarelu stříkaného přes různé šablony (Maska, 1931, Kompozice, 1932) a kresbu tuší a tužkou v kombinaci s akvarelem. Jeho tvorba z poloviny 30. let, ovlivněná surrealismem, se nezachovala. Podobně jako ostatní členové skupiny Linie, reagoval Valter na nástup nacismu v Německu (Diktátorské boty, koláž, 1936). V té době se zajímal také o lidové malby na skle a o dětský výtvarný projev, a na přelomu 30. a 40. let sám na skle maloval (Před bouří, malba na skle, 1938). Koncem 30. let se pod vlivem občanské války ve Španělsku přiklonil k expresionismu (Bouře, linoryt, 1939).
Bartuška ho přivedl na několik let také k fotografii, a Valter si vyzkoušel neortodoxní přístupy ke kompozici (nadhledy, podhledy, diagonální snímání), dvojexpozice a fotogramy. Soubory fotogramů (1934-1935) souvisejí s jeho malířskou tvorbou, a byly ovlivněny i dílem Jindřicha Štyrského a Josefa Šímy. Nesou poetické názvy (Hvězdná noc, Krajina, Medusa, Vraky, Noční květ). Nejoriginálnější z jeho tvorby jsou záběry snímané za sebou dvakrát i vícekrát, a prezentované ve zvětšení jako jedno dílo (Dvojobrazy, Trojobrazy). Některé využívají kontrastu bílých a tmavých ploch, a mají blízko k abstraktní tvorbě (Dvojobraz sníh, 1931). Valter vytvořil také sérii fotokoláží z kontaktních kopií svých snímků. Roku 1934 natočil krátký filmový snímek Experiment, inspirovaný Bartuškovými stínohrami.
Rozpad skupiny Linie, okupace ČSR, i vězení přerušilo Valtrův slibný rozběh v malířské tvorbě. Po návratu (1945) se vrátil k malování, především přírody a krajiny, ale profiloval se také jako výtvarník s velmi originálním viděním světa a vlastním názorem. Valter je autorem ilustrací 12 knih a držitelem mnoha cen a uznání.
Karel Valter pilně tvořil až do svého vysokého věku. Odborná kritika dnes jeho práce z předválečného období hodnotí jako ojedinělé v českém umění pro jejich směřování ke konstruktivní skladbě, do oblasti vizuální poezie, i surrealistické imaginace. Jeho obrazy obsahují množství velmi složitých představ, jejich silná působivost je dána jasností každé výpovědi s důslednými kontrasty barev, dramatický účinek obrazu je často dosahován převrácením navyklého řádu. Počátkem 60. let vznikaly jeho první tempery, a velmi působivé kresby a grafiky. Těžištěm Valtrovy tvorby však stále byla olejomalba, která ho řadí k nejvýznamnějším krajinářům druhé poloviny 20. století.

### Zastoupení ve sbírkách
- Národní galerie v Praze
- Moravská galerie v Brně
- Kancelář prezidenta České republiky, Praha
- Alšova jihočeská galerie v Hluboké nad Vltavou
- Muzeum umění a designu Benešov
- Galerie hlavního města Prahy
- Galerie Klatovy / Klenová
- Galerie moderního umění v Hradci Králové
- Galerie umění Karlovy Vary
- Galerie výtvarného umění v Chebu
- Severočeská galerie výtvarného umění v Litoměřicích
- Východočeská galerie v Pardubicích
- Západočeská galerie v Plzni
- Jihočeské muzeum, České Budějovice
- Muzeum husitského revolučního hnutí, Tábor
- Linea Nivnice, a.s. v Nivnici
- Pražská plynárenská, a.s., Praha

### Výstavy
Karel Valter vystavoval od r. 1931, celkem měl kolem 65 samostatných, a 140 společných výstav. Podrobně viz abART:Karel Valter na výstavách

### Katalogy (výběr)
- Karel Valter: Tvorba z let 1934-1975, text Miroslav Racek, 40 s., Alšova jihočeská galerie v Hluboké nad Vltavou 1975
- Karel Valter, text Jan Noha, Miroslav Racek, 38 s., Galerie umění Karlovy Vary 1979
- Karel Valter: Obrazy 1970-1982, text Ludvík Kundera, Vilém Stránský, 16 s., SČVU Praha 1983
- Karel Valter: Tvorba z let 1968 až 1983, text Ludvík Kundera, Hynek Rulíšek, 40 s., AJG Hluboká 1984
- Karel Valter: Obrazy / kresby / fotografie / grafika, text Jiří Valoch, 42 s., Dům umění města Brna 1987
- Karel Valter: Oleje, tempery, papírotisky, text Ludvík Kundera, Hynek Rulíšek, Karel Valter, 54 s., AJG Hluboká, GU K. Vary 1989
- Karel Valter, text Z. Čepeláková a kol., 47 s., AJG Hluboká 1999
- Karel Valter: malíř z premiér E. F. Buriana, text Jiří Herman a kol., 16 s., Unie výtvarných umělců plzeňské oblasti, Plzeň 2004
- Karel Valter, text Eva Petrová, Gallery s.r.o. (Jar. Kořán) Praha 2009
- Karel Valter: Krajina, kterou potkávám, 24 s., Město Tábor 2009